# Abercarn
Abercarn è un centro abitato del Galles, situato nel distretto di contea di Caerphilly.